# Xylopia elliptica
Xylopia elliptica Maingay ex Hook.f. & Thomson – gatunek rośliny z rodziny flaszowcowatych (Annonaceae Juss.). Występuje endemicznie na Borneo. 

## Morfologia
PokrójZimozielone drzewo dorastające do 30 m wysokości. Kora ma czerwoną barwę, jest gładka i łuszcząca się. Młode pędy są owłosione.
LiścieMają eliptyczny kształt. Mierzą 4–8 cm długości oraz 2,5–3,5 szerokości. Nasada liścia jest ostrokątna lub zaokrąglona. Wierzchołek jest spiczasty. Ogonek liściowy jest owłosiony i dorasta do 3–5 cm długości.
KwiatySą pojedyncze lub zebrane w parach. Rozwijają się w kątach pędów. Płatki są zielonożółtawe i dorastają do 2 cm długości.
OwoceRozłupnie o podłużnym kształcie. Osiągają 4 cm długości.